# 澎湖廳舍
澎湖廳舍（又稱原澎湖廳舍或澎湖合署大樓），是位於台灣澎湖縣馬公市的衙署建築，自日治時期至戰後迄今的澎湖縣的行政中心，當前登錄為澎湖縣歷史建築。

## 歷史

### 日治時期
明治28年（1895年），日軍攻佔澎湖後，在澎湖設置「澎湖列島行政廳」取代清治時期的澎湖廳，並使用原清總鎮署作為辦公廳舍。1896年5月更名為「澎湖島廳」，1897年5月3日實施六縣三廳之際改稱「澎湖廳」。澎湖廳於大正9年（1920年）與阿緱廳（今屏東縣及旗山地區）及臺南廳一部份（今高雄市及岡山鳳山地區）合併為高雄州時，澎湖廳改制為澎湖郡，大正15年（1926年）再獨立復設置澎湖廳，1945年二戰結束前共管轄二支廳。  

### 廳舍改建

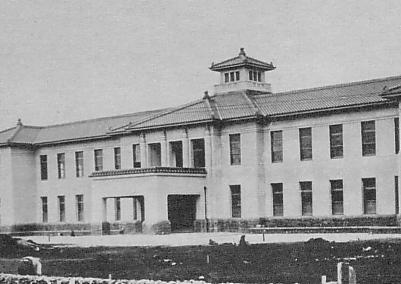
1933年後改建的日治時期之澎湖廳舍

昭和8年（1933年），因原清總鎮署建築物受損嚴重，其機能與空間已不能符合實際需求，澎湖廳乃決定配合馬公都市計劃，於媽宮城外北側的鬼仔山地區興建新廳舍。並在日本國庫撥款八萬七千餘日圓購買土地和建築經費後，向鬼仔山的地主陳清水收買土地並進行澎湖廳舍興建工事。
昭和二十年（1945年）3月14日，第二次世界大戰，美國軍機發動澎湖大空襲，不少砲彈波及澎湖廳舍，但主體建築大致仍保持完整。

### 國民政府時期
第二次世界大戰結束後，民國35年（1946）1月21日澎湖縣政府成立，首任官派縣長傅緯武到任後，則繼續沿用澎湖廳舍做為澎湖縣政府的辦公廳舍。並在民國40年（1951年）陸軍澎湖防衛指揮部於縣政府東南側角隅處增建一座「防禦碉堡」。增顯政府機關區域安全的重要。

2002年12月13日，澎湖廳舍由澎湖縣政府文化局登錄為澎湖縣歷史建築，當前仍持續作為辦公廳舍使用，建物狀況良好，因空間需求曾做過一些整修，故縣政府已開始有遷移的計畫。

## 建築設計

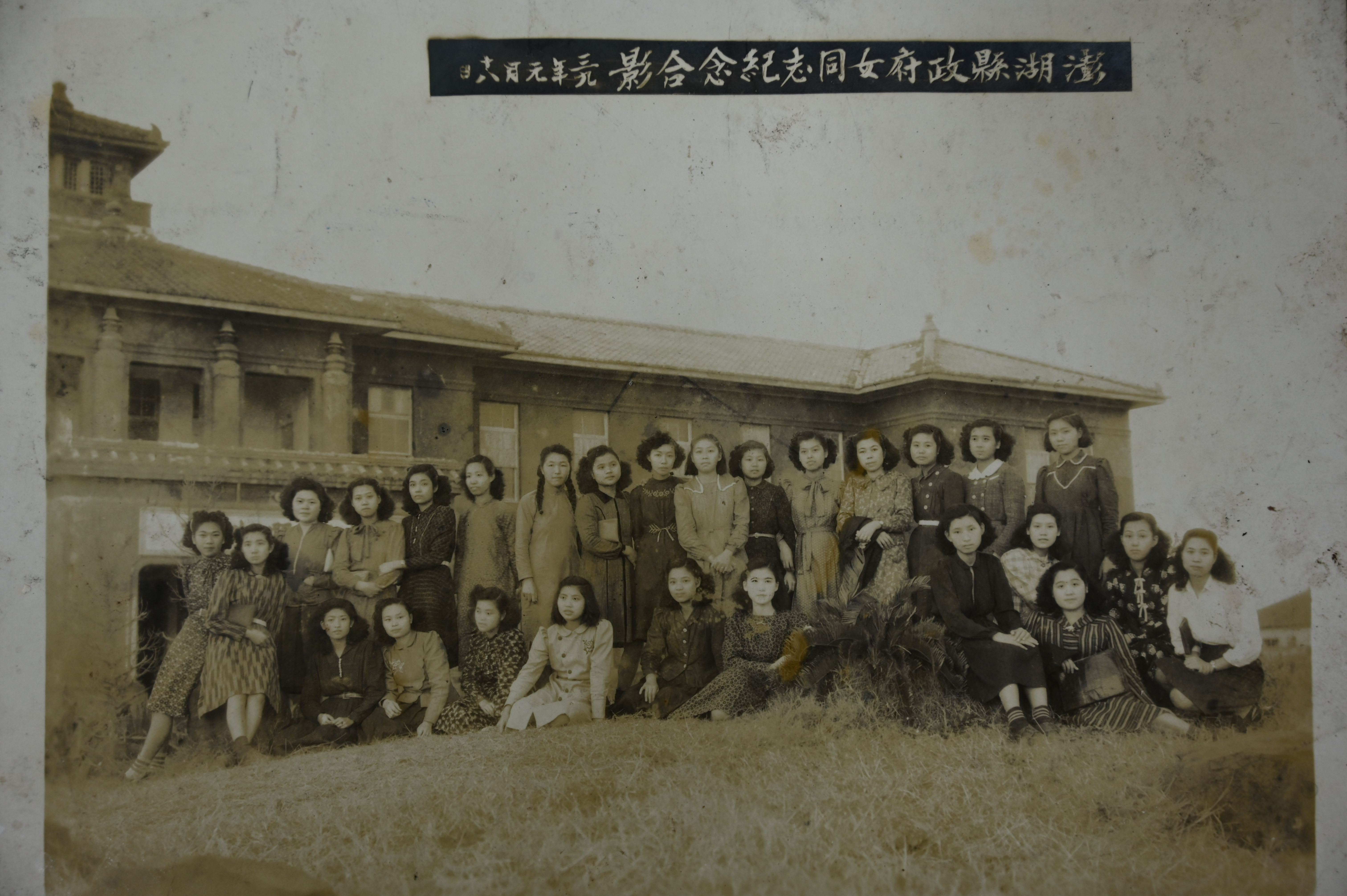
澎湖廳舍前草坡，攝於1950年

澎湖廳舍當前為日治時期，台灣五州三廳中唯一留下來的廳役所建築，興建工程起於昭和八年（1933年）5月16日，昭和九年（1934年）12月31日竣工，昭和十年（1935年）2月11日正式啟用，由臺灣總督府營房營繕課設計監督，企業組合上瀧組承包工程，負責人上瀧柳作，內部空間除了規劃廳長辦公室、會議室、禮堂、總務、稅務、警務、勤業、教育等各科辦公室之外。在三樓則設有天照皇大神宮。總佔地345坪、面積5000坪，在興建工程中則動員多達15435人，耗費日幣7萬4389元2角2錢。
澎湖廳舍的樣式為二層樓式石造之混凝土建築，格局坐北朝南，大門部分則面向馬公舊城區，石材取自當地的玄武岩而成，外牆飾面使用「水泥漿打毛」施工法，牆面基座部份粉刷成仿「方石砌」構造，主入口則設計為壯觀的車寄構造，格式對稱，規劃工整，立面則覆蓋日本樣式的傳統屋頂屋瓦，中央設置「天照皇大神宮」塔樓，採四垂攢尖頂，為澎湖地區少數之帝冠樣式建築。

## 碉堡
澎湖縣政府前碉堡，位於澎湖廳舍東南側，是位於台灣澎湖縣馬公市的軍事建築，現已登錄為澎湖縣歷史建築。

### 歷史
因應監視澎湖各海域船隻情況並防止來自海上的敵軍攻擊，而於澎湖本島各地建構碉堡建築，並派軍隊駐守，因此於1951年（民國40年），陸軍澎湖防衛指揮部於縣政府廳舍東南側角隅處增建一座防禦碉堡，以提高馬公鎮地區的防禦火力。
近年因馬公市的道路拓寬工程，使得多數碉堡漸失原先設置的功能，連帶影響到整體交通的安全性，因此則遭到拆除。當前位於縣政府廳舍旁碉堡已被澎湖縣警察局民防課列管，並在2003年12月11日登錄為歷史建築。

### 建築設計
澎湖縣政府前碉堡為圓型半地下化掩體之混凝土建築物，外觀塗上綠色圓形彩繪結構，周圍設有3個穹窖式射擊口，和二處出入口。

## 外部連結
- 澎湖縣政府官網 （页面存档备份，存于）
- 澎湖廳舍 - 澎湖知識服務平台 （页面存档备份，存于）
- 澎湖廳舍 - 文化部iCulture-文化空間 （页面存档备份，存于）